# San José del Talar
San José del Talar é uma igreja em Buenos Aires, Argentina.
Igreja e paróquia (Parroquia San Jose del Talar) estão localizadas na Calle Navarro 2460, 1419 Ciudad De Buenos Aires (bairro Agronomía). 

## Nossa Senhora Desatadora dos Nós

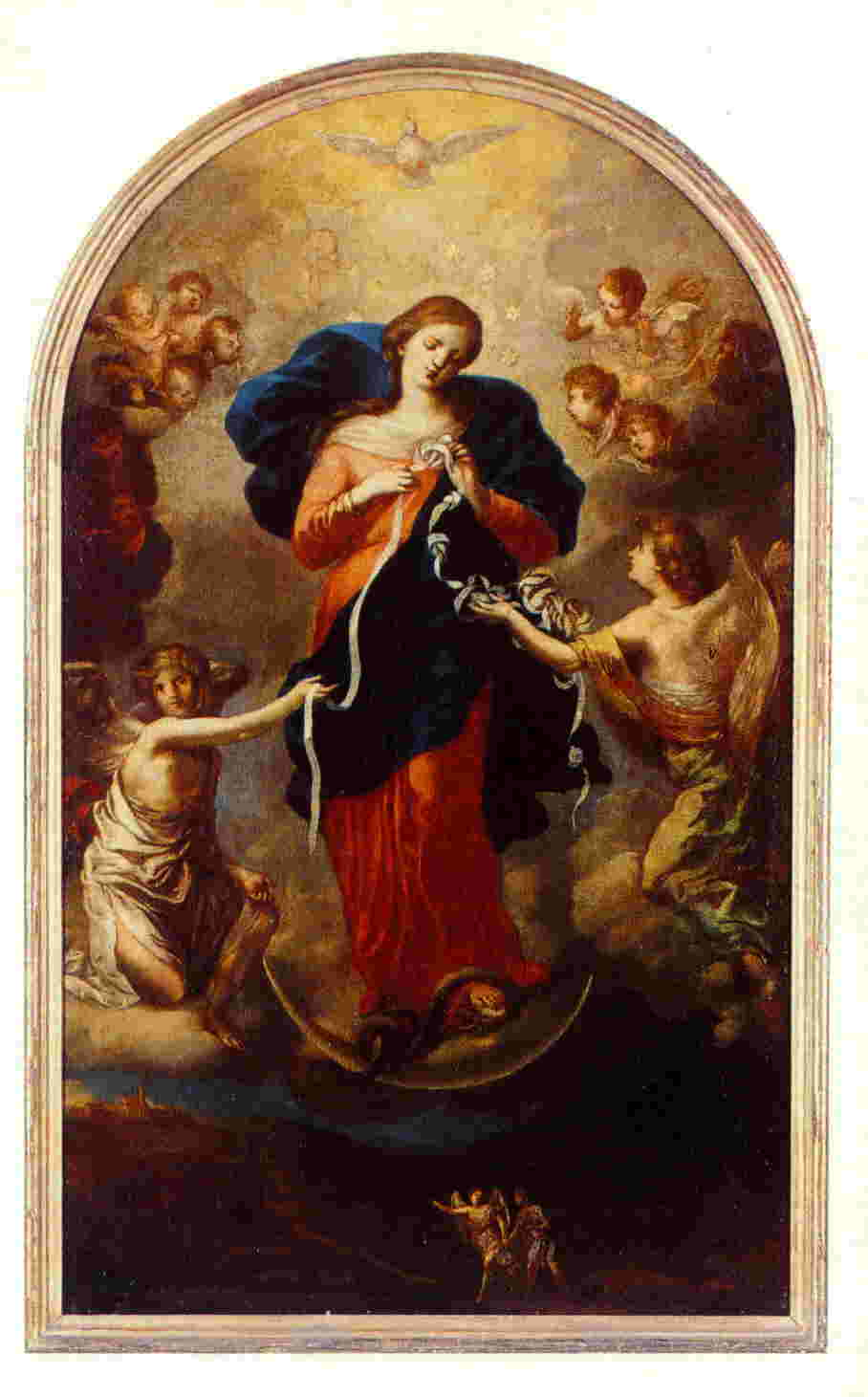
Nossa Senhora Desatadora dos Nós

Nesta igreja está uma imagem milagrosa de Nossa Senhora Desatadora dos Nós, visitada a cada 8 dias por milhares de peregrinos. A imagem encontrou o caminho de St. Peter am Perlach em Augsburg para Buenos Aires pelo jesuíta Jorge Mario Bergoglio (Papa Francisco).